# Freycinetia cochleatisperma
Freycinetia cochleatisperma är en enhjärtbladig växtart som beskrevs av Huynh. Freycinetia cochleatisperma ingår i släktet Freycinetia och familjen Pandanaceae. Inga underarter finns listade.